# Quena
La quena, o kena ("canna"), è uno strumento musicale noto come il flauto andino. Può essere considerata come "una via di mezzo tra il flauto dolce (per la sua posizione frontale) e il flauto traverso (per la sua imboccatura priva di becco)".

## Caratteristiche
Lo strumento è costituito da una canna di bambù diritta di fattura molto semplice, senza becco ma con un semplice intaglio, detto anche bisel o chanfle  (a forma di U, V o quadrata), ha sei fori anteriori ed uno posteriore.
Anticamente i fori avevano un diametro uguale ad eccezione del forellino posteriore. Questo richiedeva ai musicisti una diteggiatura faticosa per ottenere una scala temperata " europea". Negli ultimi 30 anni però i musicisti hanno preferito commissionare ai costruttori strumenti con fori ben calibrati e disposti in modo da assecondare una posizione comoda e naturale della mano.
La quena standard possiede un'estensione di tre ottave. Generalmente considerato strumento diatonico, è in realtà uno strumento cromatico.
Ha un timbro dolce e sensibile, quasi umano, caldo nei suoni più gravi ed espressivo nei suoni acuti.
È forse lo strumento più tipico della musica andina. Nelle Ande era ricavato da canne di bambù e da ossa animali. Le più antiche ossa risalgono al 900 a.C. e furono trovate in Perù.
Esemplari simili alla quena, senza una vera imboccatura, sono stati ritrovati in reperti archeologici in Asia.
Il materiale di fabbricazione migliore è sicuramente il bambù dell'Altipiano Andino, in quanto per sua natura ha un numero elevatissimo di tuboli per unità di volume della fibra. Da alcuni anni però  si fabbricano ottimi strumenti torniti dal legno di Jacaranda, Palo Santo, Pau Rosa ed Ebano.
Flauti simili al quena sono anche quelli dei Pellerossa dell'America del nord, costruiti in legno di cedro e pertanto chiamati flauti di cedro.
La quena possiede una lunghezza variabile a seconda della nota fondamentale che emette, in un intervallo compreso tra 25 cm e 84,5 cm. Il diametro varia tra i 23 mm e i 43 mm, con legge proporzionale inversa all'altezza del suono emesso. lo spessore del tubo varia tra i 2,5 mm e i 3,5 mm.
Viene costruita in molti modelli differenti per registro ed estensione. In generale i più usati sono: quenilla, quena en Sol, quena en La, quenacho en Re, quenacho en Do, Mamaquena en Sol.
Gli strumenti vengono accordati con nota di riferimento La con valori 438 Hz< La  < 442 Hz.

## Utilizzo
La quena è uno strumento molto usato in Perù, Argentina, Colombia, Bolivia, Ecuador e Cile. È proprio in quest'ultima che viene utilizzata da gruppi come gli Inti-Illimani e i Quilapayún, tanto da renderla uno degli strumenti tipici della cultura andina.